# Audes
Audes is een gemeente in het Franse departement Allier in de regio regio Auvergne-Rhône-Alpes en maakt deel uit van het arrondissement Montluçon. Op 1 januari 2022 telde Audes 408 inwoners.

## Geschiedenis
De gemeente maakte uit van het kanton Hérisson tot dit op 22 maart 2015 werd opgeheven en de gemeenten werden opgenomen in het kanton Huriel.

## Geografie
De oppervlakte van Audes bedraagt 28,26 vierkante kilometer; Op 1 januari 2022 was de bevolkingsdichtheid 14,4 inwoners per km².
De onderstaande kaart toont de ligging van Audes met de belangrijkste infrastructuur en aangrenzende gemeenten.

## Demografie
Onderstaande figuur toont het verloop van het inwonertal.
Vanwege een beveiligingsprobleem met de MediaWiki Graph-software is het momenteel niet mogelijk deze grafiek weer te geven. Zodra de software is bijgewerkt zal de grafiek vanzelf weer zichtbaar worden.
Archignat · Audes · Bizeneuille · Le Brethon · Chambérat · La Chapelaude · Chazemais · Cosne-d'Allier · Courçais · Estivareilles · Haut-Bocage · Hérisson · Huriel · Louroux-Bourbonnais · Mesples · Nassigny · Reugny · Saint-Caprais · Saint-Désiré · Saint-Éloy-d'Allier · Saint-Martinien · Saint-Palais · Saint-Sauvier · Sauvagny · Tortezais · Treignat · Vallon-en-Sully · Venas · Viplaix